# Mimi Chakarova
Mimi Chakarova (Bulgare : Мими Чакърова) est une photographe, photojournaliste et réalisatrice américano-bulgare. Elle couvre les problèmes mondiaux tels que les conflits, la corruption et le commerce du sexe : « I go wherever stories are not being told, or are being told through a slanted perspective » (« Je vais là où des histoires ne sont pas racontées, ou le sont d'un point de vue biaisé »).

## Biographie
Née en Bulgarie dans une famille modeste, Mimi Chakarova émigre à Baltimore (États-Unis) avec sa famille en 1989.
Elle part étudier la photographie à San Francisco en 1994 au City College. Elle obtient son bachelor of arts en photographie au San Francisco Art Institute et sa maîtrise en études visuelles de l'Université de Californie à Berkeley. En 2003, elle reçoit la bourse Dorothea Lange pour son travail exceptionnel en photographie documentaire.
Chakarova a enseigné la photographie à la Graduate School of Journalism de l’UC Berkeley ainsi qu'au département des études africaines et afro-américaines et des études comparatives sur la race et l'ethnicité de l'Université Stanford.
En 2007, elle est commissaire d'une série de Frontline / WORLD’S FlashPoint, mettant en vedette le travail de photographes établis et émergents du monde entier.
Elle a eu de nombreuses expositions personnelles de ses projets documentaires sur l'Afrique du Sud, la Jamaïque, Cuba, le Cachemire et l'Europe de l'Est.

## Production (sélection)

### Photographies
- Capitalism, God, And A Good Cigar: Cuba Enters The Twenty-first Century (2005), Duke University Press.
- Son travail photographique a été publié, entre autres, dans National Geographic, The New York Times Sunday Magazine, The Atlantic Monthly , Ms., The Sunday Times Magazine, l'émission 60 Minutes de CBS News , CNN World, BBC World, Al Jazeera English, PBS' FRONTLINE/World et le Center for Investigative Reporting[3].

### Films
- Frontline/World (2002)
- The Hour (2005)
- The Price of Sex (2011) - long métrage documentaire sur la traite des femmes et la corruption en Europe de l'Est (prix Nestor Almendros)[4]
- In the Red: A Documentary About Changing Lives (2015) - documentaire
- Men: A Love Story (2016) - documentaire à travers les États-Unis pour découvrir ce que les hommes ressentent à l'égard des femmes et de l'amour.
- Ron Miles: I Am A Man (2017) - documentaire
- Still I Rise (2018-2019), série TV documentaire de 6 épisodes

## Distinctions
- 2005 : Prix Magnum Photos Inge Morath pour Sex Trafficking in Eastern Europe[5].
- 2008 : Prix People's Voice Webby
- 2008 : Nomination pour un Emmy Award News & Documentary[6]
- 2011 : Prix Nestor Almendros du Festival du film Human Rights Watch de New York pour son courage dans la réalisation de films[7].
- 2011 : Prix Daniel Pearl pour son reportage d'enquête international exceptionnel[8]
- 2012 : Finaliste du Prix Dart pour l'Excellence dans la couverture des traumatismes[9].